# Hadromastix somalicus
Hadromastix somalicus är en skalbaggsart som beskrevs av Müller 1941. Hadromastix somalicus ingår i släktet Hadromastix, vilken ingår i familjen långhorningar, och förekommer som namnet antyder i Somalia. Inga underarter finns listade i Catalogue of Life.